# Evren
Evren ist ein weiblicher und männlicher türkischer Vorname mit der Bedeutung „Weltall, Universum; Welt“. Er tritt auch als Familienname auf.

## Namensträger

### Männlicher Vorname
- Evren Avşar (* 1983), türkischer Fußballspieler
- Evren Eren Elmalı (* 2000), türkischer Fußballspieler
- Evren Korkmaz (* 1997), niederländisch-türkischer Fußballspieler
- Evren Özyiğit (* 1986), türkischer Fußballspieler
- Evren Turhan (* 1974), türkischer Fußballspieler

### Weiblicher Vorname
- Evren Gezer (* 1980), deutsche Radiomoderatorin und Sprecherin türkischer Herkunft

### Familienname
- Agnès Evren (* 1970), französische Politikerin (LR), MdEP
- Figen Evren (* 1965), türkische Schauspielerin und Synchronsprecherin
- Kenan Evren (1917–2015), türkischer General und Putschist, türkischer Staatspräsident (1980–1989)